# Kosmowo (województwo mazowieckie)
Kosmowo – wieś w Polsce położona w województwie mazowieckim, w powiecie przasnyskim, w gminie Czernice Borowe. Ma status sołectwa.
W skład sołectwa Kosmowo wchodzi także kolonia Nart.
| SIMC    | Nazwa | Rodzaj     |
| ------- | ----- | ---------- |
| 0113112 | Nart  | przysiółek |

Wierni Kościoła rzymskokatolickiego należą do parafii św. Macieja w Pawłowie Kościelnym.
W latach 1975–1998 miejscowość administracyjnie należała do województwa ciechanowskiego.
Przez miejscowość przepływa Węgierka, dopływ Orzyca.